# Heudicourt Communal Cemetery
Heudicourt Communal Cemetery is een begraafplaats gelegen in de Franse plaats Heudicourt (Somme). De militaire graven worden onderhouden door de Commonwealth War Graves Commission.
De begraafplaats telt 4 geïdentificeerde Gemenebest graven uit de Eerste Wereldoorlog.